# Abbon d'Auxerre
Pour les articles homonymes, voir Abbon.
Abbon d’Auxerre, mort le 3 décembre 860, est un religieux franc.
Abbon, qui avait été moine fut, plus tard, abbé de l’abbaye Saint-Germain d'Auxerre, succédant à son frère Héribaud d’Auxerre comme évêque d’Auxerre de 857 à 860. Après avoir démissionné en 859, il a participé au synode de Poncy en 860, avant de mourir le 3 décembre de la même année.
Il n’est pas répertorié dans le Martyrologe romain, mais sa biographie est incluse dans les Petits Bollandistes de Paul Guérin. Il est fêté localement le 3 décembre.